# Jänijõgi
Jänijõgi ou Jäneda jõgi, est une rivière de l'Estonie. 

## Géographie
C'est un affluent de la rivière Jägala. La rivière prend sa source dans le village de Käravete dans la commune d'Ambla et se jette dans la grand rivière Jägala.
La rivière Jänijõgi a une longueur de 31,5 km (ou 28 km) , avec un bassin versant de 168 km2.